# Taterillus tranieri
Il taterillo di Tranier (Taterillus tranieri  Dobigny, Granjon, Aniskin, Ba, & Volobouev, 2003) è un roditore della famiglia dei Muridi diffuso nell'Africa occidentale.

## Descrizione
Roditore di piccole dimensioni, con la lunghezza della testa e del corpo tra 111 e 134 mm, la lunghezza della coda tra 150 e 180 mm, la lunghezza del piede tra 30 e 33,5 mm, la lunghezza delle orecchie tra 19,5 e 21 mm e un peso fino a 54 g.

Le parti superiori sono giallo-brunastre. Le parti ventrali, le guance e le zampe sono bianche. Sono presenti una macchia bianca sopra ogni occhio e dietro ogni orecchio. La coda è più lunga della testa e del corpo e termina con un ciuffo di peli lunghi più scuri.

## Biologia

### Comportamento
È una specie terricola.

## Distribuzione e habitat
Questa specie è diffusa nella Mauritania sud-orientale e nel Mali occidentale.
Vive nelle savane del Sahel e nei terreni incolti.

## Conservazione
La IUCN Red List, considerato che questa specie è diffusa in un'area con un habitat privo di serie minacce e che la popolazione è numerosa, classifica T.tranieri come specie a rischio minimo (Least Concern).